# Emil Tellerup
Emil Tellerup (født 27. september 1991 i Odense) er en dansk håndboldspiller, der spiller som målmand i KIF Kolding. Han har spillet for flere danske ungdomslandshold. Emil Tellerup deltog med Danmark ved U/19-VM i 2009.

## Håndboldkarriere
Han begyndte sin karriere i Bolbro, inden han skiftede til GOG, hvorfra han kom til TM Tønder Håndbold.
Undervejs vandt han som elev på Oure Efterskole DM i skolehåndbold og deltog på det danske hold ved verdensmesterskaberne i skolehåndbold. Her nåede Danmark til finalen, hvor det blev til et nederlag til Tyskland.
Emil Tellerup vandt sit hidtil eneste DM-guld som herrejunior i sæsonen 2007/08. I sæsonen 2009/10 spillede han sin sidste sæson i ungdomsrækkerne. GOG vandt østligaen og nåede semifinalerne i slutsspillet. Han afsluttede derfor sine ungdomsår med DM-bronze.
Emil Tellerup var med til at spille GOG2010 tilbage i den danske liga - bl.a. med flere væsentlige indsatser.
Emil Tellerup spiller i 2015/2016 i den danske 1. Division for TM Tønder Håndbold, som efter første 1/2 af sæsonen er på 1. pladsen.
I 2024-25 sæsonen var han med på KIF Kolding-holdet, der rykkede ned fra Herrehåndboldligaen. Det var KIF Koldings første nedrykning i 41 år.

## Civil karriere
I sommeren 2012 stiftede han Tellerup Syskole A/S 
| Fakta              |
| ------------------ |
| Højde, 198 cm      |
| Vægt, 96 Kg        |
| Rækkevidde, 203 cm |